# Xian de Lianshui
Le xian de Lianshui (涟水县 ; pinyin : Liánshuǐ Xiàn) est un district administratif de la province du Jiangsu en Chine. Il est placé sous la juridiction de la ville-préfecture de Huai'an.

## Démographie
La population du district était de 1 006 146 habitants en 1999.